# Fab@Home
Fab@Home è la prima stampante 3D multimateriale a essere disponibile al pubblico, e, insieme al progetto RepRap, fa parte delle prime due stampanti 3-D fai da te. Fino al 2005, tutte le stampanti 3 D erano prodotti per uso industriale, costose e con hardware proprietario.
L'alto costo delle stampanti 3D dell'epoca, e la natura proprietaria delle tecnologia, ne limitava l'accesso a una platea più vasta di utenti, e limitava la scelta dei materiali utilizzabili e l'ampiezza della sperimentazione delle potenzialità da parte degli utenti finali. L'obiettivo che si proponeva il progetto Fab@Home era cambiare quella situazione creando una stampante versatile, a basso costo, e “hackerabile” per accelerare l'innovazione tecnologica e la migrazione nella sfera di fruizione dei maker e dei consumatori.
Da quando è stata messa a disposizione la prima versione pubblica, come hardware open source, nel 2006, centinaia di stampanti Fab@Home 3D sono state costruite nel mondo, ed elementi del suo progetto sono poi confluiti in molte stampanti fai da te, tra cui, in particolare, il Makerbot Replicator. Il metodo di deposizione multi ugello della Fab@Home ha permesso qualcuna delle prime stampe 3D multimateriali, tra cui la fabbricazione diretta di batterie attive, di attuatori, di sensori, ma anche di realizzazioni con materiali più esoterici per il bio-printing e il food printing. Il progetto si è concluso nel 2012 quando è stato chiaro il raggiungimento del risultato del progetto, e il mercato delle stampanti 3D ha superato per la prima volta quello delle stampanti industriali.

## Storia
Il progetto si deve all'iniziativa di alcuni studenti del dipartimento di Ingegneria meccanica e aerospaziale della Cornell University che si erano ispirati alla storia dell'Altair 8800, uno dei primi computer hobbystici distribuito in kit nel 1975. All'Altair 8800 è comunemente riconosciuto il merito di aver innescato la rivoluzione dell'home computer e la transizione dall'era dei computer mainframe a quella del mercato dei computer desktop, grazie alla disponibilità, per la prima volta, per un pubblico di appassionati, di un'architettura a basso costo, aperta e modificabile. Lo scopo del progetto Fab@Home era di ottenere un effetto simile nel campo della stampa tridimensionale. Il progetto è stato uno dei primi esempi a vasta scala di applicazione della filosofia open source allo sviluppo di dispositivi fisici, un movimento che, in seguito, è divenuto noto come Open Source Hardware.
Le prime versioni del dispositivo furono prodotte e affinate in laboratori. La prima diffusione pubblica, con il modello Fab@Home 1 coincise con una presentazione alla conferenza Solid Freeform Fabrication del 2006. Dopo la sua prima pubblicazione, studenti universitari e studenti post laurea alla Cornell University e in altri luoghi si unirono al team originario e nel svilupparono una versione migliorata, in seguito distribuita come Fab@Home Model 2
. Tra i principali miglioramenti vi erano una maggior facilità di assemblaggio, l'assenza di qualsiasi saldatura, e l'utilizzo di un numero inferiore di parti. Il team si ingrandì ancora e sviluppò il modello 3, che non fu mai presentato al pubblico in maniera ufficiale. Una digressione importante nel progetto fu il varo del progetto Fab@School, che esplorava la possibilità di stampanti 3D adatte all'uso in classi per classi di scuola elementare. Le stampanti Fab@School dovevano usare, quale materia prima, dei prodotti sicuri e inoffensivi, come il Play-Doh, ed essere dotate di un involucro di sicurezza che preservasse da contatti fortuiti con i meccanismi in moto.
Il progetto, nei suoi primi anni, riscosse un vasto interesse dei mass media e questo portò un settore tecnologico abbastanza oscuro, come quello della stampa 3D, a una più ampia attenzione. Fra i più importanti riconoscimenti ricevuti, è il Popular Mechanics Breakthrough award e il premio Rapid Prototyping Journal best paper of the year.

## Capacità tecniche
La stampante Fab@Home usa un sistema di deposizione basato su siringhe. Un sistema di intelaiatura sui piani X-Y-Z è in grado di muovere la pompa a siringa in un volume tridimensionale 20x20x20 cm build a una velocità massima di 10 mm/s e con una risoluzione lineare di 25 micron. Il sistema è in grado di controllare siringhe multiple, in maniera indipendente, per depositare materiale attraverso le loro punte. Lo spostamento dei pistoni delle siringhe può essere controllate con precisione pari a 1 microlitro.
La prima versione della testina di stampa di Fab@Home era munita di due siringhe, un numero incrementato nelle versioni successive fino ad arrivare a otto siringhe che potevano essere usate in simultanea.
Uno dei vantaggi chiave nell'uso di siringhe quali dispositivi di deposizione è che grazie a essi può essere usata, in pratica, una vasta gamma di materiali, liquidi, paste, gel e impasti, tutti materiali che possono essere iniettati attraverso l'ugello di una siringa. Questa versatilità permette di andare oltre le limitazioni di stampanti a base di materiali termoplastici, come la RepRap e la maggior parte delle successive stampanti 3D destinate al pubblico consumer. Tra i materiali che possono essere utilizzati per la stampa con Fab@Home vi sono materiali rigidi come resine epossidiche, elastomeri come il silicone, biomateriali come idrogel a base cellulare, materiali commestibili come cioccolato, formaggio e cookie dough, materiali ingegneristici come acciaio inossidabile (depositato in polveri, con successiva sinterizzazione in forno), e materiali attivi come fili conduttori (con metalli polverizzati impregnati nel silicone) e magneti.
Il risultato tecnico che si prefiggeva il progetto era la stampa di un sistema attivo nella sua completezza, andando oltre la tradizionale stampa di parti passive. Il progetto ha avuto successo nel produrre dispositivi attivi, come batterie, attuatori, sensori, e perfino una macchina per telegrafo funzionante.

## Membri del progetto
- Fondatori: Evan Malone e Hod Lipson
- Capiprogetto: Evan Malone (2005-2009), Daniel Cohen (2010), Jeffery Lipton (2011-2012)
- Membri del progetto: Abdul-Aziz Umaru, Dan Periard, Garrett Bernstien, James Smith, Justin Granstein, Justin Quartiere, Jordan Whitney, Kamaal Washington, Max Lobovsky, Michael Heinz, Rian Masanoff, Tianyou Li, Warren Parad.